# Johan Rosenhane (1611–1661)
Johan Rosenhane, född 16 februari 1611 i Husby-Oppunda församling, Södermanland, död 3 juli 1661 i Sankt Lars församling, Östergötlands län, var en svensk landshövding, riksråd och hovrättsråd. Han var bror till Schering (1609–1663) och Gustaf Rosenhane (född 1619). Han blev jämte sin bror Gustaf 1654 utnämnd till friherre av Ikalaborg.

## Biografi
Rosenhane föddes 1611 på Torp i Husby-Oppunda församling. Han var son till ståthållaren Johan Jöransson Rosenhane och Carin Scheringsdotter. Rosenhane blev student vid Uppsala universitet 12 februari 1625 och genomförde utrikes resor 1631–1636. Han tjänstgjorde därefter som hovmästare hos pfalzgreven Karl Gustaf, den blivande Karl X Gustaf, och åtföljde honom på hans utrikes resor 1638–1640. Han blev vice landshövding i Östergötlands län 21 juni 1643, underståthållare i Stockholm 30 september 1645 och landshövding i Viborgs län och Karelen 30 september samma år. Han blev jämte sin bror Gustaf Rosenhane 18 februari 1654 utnämnd till friherre av Ikalaborg. Han blev landshövding i Östergötlands län 2 juli 1655 och riksråd 22 april 1658. Efter att samma år även blivit utnämnd till hovrättsråd lämnade han landshövdingeämbetet och avlade sin domared i hovrätten den 7 oktober. Rosenhane avled 1661 på Ryd i Sankt Lars socken.

## Stenhammar
Johan Rosenhanes morfar var befallningsmannen över Värmland, rikskammarrådet Schering Eriksson Arp, gift med Anna Olofsdotter Stengafvel. Han ägde Viks säteri och Valinge herrgård i Stigtomta och dessutom Slädhammar, nuvarande Stenhammar, i Flens kommun. Han hade två döttrar, Carin och Margareta. Carin Scheringsdotter gifte sig 1606 med ståthållaren över Nyköpings slott och län, Johan Jöransson Rosenhane, 1571–1624. De fick två döttrar, Catharina och Märta, och dessutom tre söner enligt ovan.
Schering Eriksson dog 1596 och med honom utslocknar släkten Arp på manssidan. Efter Johan Jöranssons död 1624 övergår äganderätten till Slädhammar till sonen Johan Rosenhane. Den äldre brodern Schering fick Torp och brodern Gustaf fick Haneberg, systern Catharina fick Vik och systern Märta fick Nynäs gård i Visnums-Kils socken i sydöstra Värmland.
Johan Rosenhane lät bygga den nuvarande huvudbyggnaden 1658 och då ändrades också namnet. Arkitekt var troligen Jean de la Vallée. Slottet finns avbildat i Suecia antiqua. Vid reduktionen fick dock Johan Rosenhanes änka lämna Stenhammar.

## Familj
Rosenhane gifte sig 1644 i Vadstena med Brita Ribbing (1616–1681), dotter till riksrådet Lindorm Ribbing och Märta Bonde. De fick tillsammans barnen Roderik Rosenhane (död före 1652), Vilmer Rosenhane (död före 1652), Brita Rosenhane (död före 1652), Carl Rosenhane (död 1652), Adam Rosenhane (1653–1653) och Linnert Rosenhane (1656–1674). Den sistnämnde sonen dog under sin peregrinationsresa i Paris.